# Nasip
Nasip predstavlja građevinu ili dio građevine koji je izgrađen izgrađeni od zemljanoga materijala iznad prirodnoga terena. Nasip može biti brana, nasip za zaštitu od poplava, obalni nasip plovnoga, odvodnog ili drugih kanala, donji ustroj ceste ili željezničke pruge i sl. Obično je izduženog oblika u pogledu odozgo, a trapeznoga oblika u poprečnome presjeku. Nasip se izgrađuje nasipavanjem, ravnanjem i zbijanjem zemljanog materijala u horizontalnim slojevima po punoj širini, a debljina slojeva ovisi o vrsti materijala i namjeni nasipa. Nasip za prometnice gradi se tako da njegovo slijeganje tijekom korištenja bude što manje, gornja ploha stabilna, a nosivost dovoljna za predviđeno opterećenje. Kod hidrotehničkih nasipa nastoji se ostvariti što manja vodopropusnost, stabilan pokos uz vodu, te otpornost na eroziju. Prve vrste ovih nasipa izgrađene su već 3000 godina pr. Kr. na području Egipta u dolini rijeke Nil. Također, i stanovnici Mezopotamije kao i stanovnici Antičke Kine bili su upoznati s ovim sustavom zaštite. Nasipi za obranu od poplave razlikuju se prema svojoj užoj namjeni: glavni nasip brani neko područje od velikih voda; ljetni (zečji) nasip privremeno zaštićuje od nadolazećih velikih voda; obuhvatni nasip zaštićuje pojedina naselja i dobra; priključni nasip povezuje glavne nasipe s visokim terenom; usporni nasip prati uspor voda u koritima pritoka; transverzalni ili demarkacijski nasip dijeli obranjeno područje u melioracijske kasete, a u slučaju prodora vode kroz glavne nasipe ograničuje poplavu; separacijski nasip odvaja struje pojedinih vodnih tokova; pristupni nasip omogućuje pristup glavnim nasipima. Vršni dio (kruna) nasipa za zaštitu od poplava projektira se na višoj razini od najviše očekivane razine vode.

## Vanjske poveznice
- nasipi i brane Hrvatska tehnička enciklopedija, portal hrvatske tehničke baštine. LZMK